# Municipio de Brooklyn (condado de Schuyler)
El municipio de Brooklyn (en inglés: Brooklyn Township) es un municipio ubicado en el condado de Schuyler en el estado estadounidense de Illinois. En el año 2010 tenía una población de 216 habitantes y una densidad poblacional de 2,25 personas por km².

## Geografía
El municipio de Brooklyn se encuentra ubicado en las coordenadas 40°14′10″N 90°44′10″O / 40.23611, -90.73611. Según la Oficina del Censo de los Estados Unidos, el municipio tiene una superficie total de 96.13 km², de la cual 96,13 km² corresponden a tierra firme y (0 %) 0 km² es agua.

## Demografía
Según el censo de 2010, había 216 personas residiendo en el municipio de Brooklyn. La densidad de población era de 2,25 hab./km². De los 216 habitantes, el municipio de Brooklyn estaba compuesto por el 97,22 % blancos, el 0,93 % eran afroamericanos y el 1,85 % eran de una mezcla de razas. Del total de la población el 0 % eran hispanos o latinos de cualquier raza.